# Lưu Việt
Lưu Việt (chữ Hán: 劉越, ? - 136 TCN), tức Quảng Xuyên Huệ vương (廣川惠王), là vương chư hầu thứ hai của nước Quảng Xuyên dưới thời nhà Hán trong lịch sử Trung Quốc.

## Tiểu sử
Lưu Việt là con trai thứ mười của Hán Cảnh Đế, vua thứ sáu của nhà Hán, mẫu thân ông là Vương phu nhân. Hán thư không cho biết Lưu Việt chào đời năm nào.
Hè năm Hán Cảnh Đế trung nhị niên (148 TCN), Lưu Việt được Hán Cảnh Đế phong làm Quảng Xuyên vương, nhập tự ở nước Quảng Xuyên. Hán thư không cho biết những việc làm của Lưu Việt lúc sinh thời cũng như lúc làm vương ở Quảng Xuyên.
Tháng 8 năm Kiến Nguyên thứ 5 (136 TCN), Lưu Việt qua đời ở Quảng Xuyên, giữ tước vương 13 năm, không rõ bao nhiêu tuổi, được triều đình ban thụy hiệu là Huệ vương. Thái tử Lưu Tề nối tước vương, tức Quảng Xuyên Mục vương.

## Con cái
- Quảng Xuyên Mục vương Lưu Tề
- Bồ Lĩnh hầu Lưu Gia
- Tây Hùng hầu Lưu Minh
- Tảo Cương hầu Lưu Yên
- Tất Lương hầu Lưu Anh
- Tham Tông hầu Lưu Tắc
- Nghi Lăng hầu Lưu Hỉ